# Athyrium supraspinescens
Athyrium supraspinescens är en majbräkenväxtart som beskrevs av Carl Frederik Albert Christensen. Athyrium supraspinescens ingår i släktet Athyrium och familjen Athyriaceae. Inga underarter finns listade.